# Alto Rio Doce
Pour les articles homonymes, voir Alto (toponyme).
Alto Rio Doce est une municipalité brésilienne de l'État du Minas Gerais et la microrégion de Viçosa.